# Psammodromus edwardsianus
Espèce
Synonymes
- Lacerta edwarsiana Dugès, 1829
- Psammodromus hispanicus edwarsianus (Dugès, 1829)

Psammodromus edwarsianus est une espèce de sauriens de la famille des Lacertidae.

## Répartition
Cette espèce se rencontre dans l'est de l'Espagne et du Sud de la France.

## Publication originale
- Dugès, 1829 : Mémoire sur les espèces indigènes du genre Lacerta. Annales des Sciences Naturelles, vol. 16, p. 337-369 (texte intégral).